# Люксембурзька мова
Люксембу́рзька мо́ва (люксемб. Lëtzebuergesch) — західногерманська мова, з 1984 року національна мова Люксембургу. Вкупі з німецькою і французькою мовами є однією з трьох адміністративних мов країни. Кількість носіїв — 400 тисяч.

## Класифікація
Належить до індоєвропейської сім'ї мов (германські мови). За німецької діалектології мова класифікується як західнонімецький, середньонімецький культурний діалект, що відноситься до мозельсько-франкських (середньонімецька група є підгрупою верхньонімецької).
За класифікацію люксембурзької як окремої мови говорить те, що носії стандартної німецької (верхньонімецької — Hochdeutsch) як рідної зазнають великих труднощів у розумінні люксембурзької мови. Проте, немає чітких мовних кордонів люксембурзької мови з сусідніми німецькими діалектами.
Існують різні діалектні форми люксембурзької: Areler, Eechternoocher, Kliärrwer, Miseler, Veiner, Weelzer тощо. Із заходу на схід люксембурзька поступово переходить в інші мозельсько-франкські діалекти.

## Особливості люксембурзької мови
До особливостей люксембурзької мови, що відрізняють її від стандартної німецької, можна віднести наступне:
- Непослідовне здійснення «другого німецького пересування приголосних», характерне для багатьох середньонімецьких діалектів. Так, глухі фрикативні (щілинні) приголосні та африкати літературної німецької мови можуть відповідати глухим проривнним в люксембурзькій (тобто давніші форми): на середньонімецьких діалектів — was люкс. — wat — «що», нім. Apfel — люкс.  Apel — «яблуко», але з ін. боку на середньонімецьких діалектах — Fuß люкс. —Fuß «нога».
- Велика кількість запозичень з французької мови: у середньонімецьких діалектах vorschlagen — «пропонувати», але люкс. proposéieren, від франц. proposer.
- Ряд слів відрізняються від відповідних у стандартній німецькій, але мають еквіваленти в діалектах, напр. люкс. Gromper — «картопля», але нім. Kartoffel, франц. pomme de terre.

Писемність на основі латинського алфавіту. Єдині та обов'язкові правила правопису затверджені указом від 10 жовтня 1976 року, невеликі зміни внесені 30 липня 1999 року.

## Географічне положення
Кількість носіїв у світі — близько 400 тис. людей, велика частина з них — у Великому Герцогстві Люксембург, інші — в Бельгії (т. з. Арлонські землі в провінції Люксембург), в Німеччині (прикордонні області на південному заході гір Айфель під Бітбург і в долині Мозеля в околицях Тріра), у Франції (частина департаменту Мозель під Тіонвіля), в Румунії (Трансильванія), в США (штати Іллінойс і Вісконсин).

## Використання мови
Люксембурзький Закон про мову, затверджений 24 лютого 1984 р. (оригінал — французькою мовою), містить такі статті:
Стаття перша: Національна мова Люксембургу — люксембурзька.
Стаття друга: Тексти законів публікуються французькою мовою.
Стаття третя: Мови адміністрації — за вибором люксембурзька, німецька та французька.
Стаття четверта: Запити до адміністративних органів: якщо запит буде здійснено люксембурзькою, французькою або німецькою мовами, адміністрація за можливістю має відповісти мовою прохача.
Для отримання громадянства необхідно скласти тест на знання люксембурзької мови.
Люксембурзька є основною мовою повсякденного спілкування. Нею також вказують назви населених пунктів на дорожніх вказівниках після французького найменування (у тому числі й у районах Бельгії, де переважає люксембурзька мова). Особисті листи, запрошення, листівки пишуться переважно люксембурзькою мовою, а офіційні повідомлення — переважно французькою. Продавці в традиційних магазинах говорять люксембурзькою, в той час, як у великих торгових центрах часто працюють жителі Франції чи Німеччини, які говорять французькою чи німецькою.
Через відносно обмежений словниковий склад люксембурзької мови, в різних ситуаціях мовці використовують слова з розповсюдженіших мов, переважно з французької, але також і з літературної німецької.
Люксембурзькі діалектизми вживають і в німецькій літературній мові в Люксембурзі. До них відносять лексичні діалектизми, наприклад Schmier'' — «хліб з маслом» (нім. Butterbrot),  Karnickel — «кріль» (нім. Kanninchen), і семантичні, наприклад Tracht — «костюм» та «ноша» (у нім. — тільки «костюм»).
У початковій школі Люксембурга заняття проводять люксембурзькою або німецькою мовою. Французьку вивчають із 2-го класу. З 10-го класу всі предмети (за винятком мовних) викладають французькою мовою.
У парламенті до Другої світової війни говорили німецькою і французькою. Після війни місце німецької мови зайняла люксембурзька. Сьогодні депутати вживають французьку мову рідко, переважно при цитуванні текстів законів і в протокольних випадках.